# Glyn Hodges
Pour les articles homonymes, voir Hodges.
Glyn Hodges, né le 30 avril 1963 à Streatham (Londres), en Angleterre, est un footballeur gallois qui évoluait au poste de milieu de terrain à Wimbledon et en équipe du pays de Galles.
Hodges a marqué deux buts lors de ses dix-huit sélections avec l'équipe du pays de Galles entre 1984 et 1996.

## Carrière
- 1981 : Koparit
- 1981-1987 : Wimbledon
- 1987 : Newcastle United
- 1987-1990 : Watford
- 1990-1991 : Crystal Palace
- 1991-1996 : Sheffield United
- 1996 : Derby County
- 1996-1997 : Sing Tao SC
- 1997-1998 : Hull City
- 1998-1999 : Nottingham Forest
- 1999 : Scarborough  [1]

## Palmarès

### En équipe nationale
- 18 sélections et 2 buts avec l'équipe du pays de Galles entre 1984 et 1996.

### Avec Koparit
- Vice-champion du championnat de Finlande de football en 1981.

### Avec Wimbledon FC
- Vainqueur du Championnat d'Angleterre de football D4 en 1983.

### Avec Sing Tao SC
- Vainqueur de la Coupe du Viceroy en 1997.